# Pforzen
Pforzen – miejscowość i gmina w południowych Niemczech, w kraju związkowym Bawaria, w rejencji Szwabia, w regionie Allgäu, w powiecie Ostallgäu, siedziba wspólnoty administracyjnej Pforzen. Leży w Allgäu, około 15 km na północ od Marktoberdorfu, przy drodze B16.

## Demografia
| Rok  | Liczba mieszk. |
| ---- | -------------- |
| 1970 | 1 499          |
| 1987 | 1 714          |
| 2000 | 1 994          |

## Polityka
Wójtem gminy jest Hermann Heiß, wcześniej urząd ten piastował Maximilian Haug. Rada gminy składa się z 14 osób.
|      | CSU/FWG | SPD/FWV | Unabhängige Liste | Razem |
| 2008 | 7       | 1       | 6                 | 14    |
| 2002 | 9       | 1       | 2                 | 12    |